# Gorkhaland
Gorkhaland is een voorgestelde staat in de huidige staat West Bengalen in het noordoosten van India en waarvan het ontstaan wordt geëist door de Gurkha en inwoners van Darjeeling. De beweging die naar afscheiding streeft heeft twee grote partijen gekend; van 1986 tot 1988 het National Liberation Front en sinds 2007 Gorkha Janmukti Morcha.